# سهیل محمودی
سید حسن ثابت محمودی که با تخلص سهیل محمودی شناخته می‌شود، شاعر، نویسنده و مجری ایرانی است.

## زندگی
محمودی در ۲۷ دی سال ۱۳۳۹ در خیابان ایران (خیابان عین الدوله سابق) در شهر تهران به دنیا آمد. وی در محله‌های قدیمی تهران، از کودکی با چاووشی‌خوانی حاجیانی که از مکه می‌آمدند آشنا شد.
پس از فراغت از تحصیل به کار مطبوعاتی روی آورد، به گفتهٔ خودش پس از انقلاب در ۱۸ سالگی به یاری اشخاصی چون منوچهر آتشی، پرویز خرسند و محمود گلابدره‌ای به فضای مطبوعاتی وارد شد. وی سپس به کمک مجید حداد عادل به صدا و سیما راه یافت و با حضور میرحسین موسوی در روزنامه جمهوری اسلامی وارد این روزنامه شد.
ورود او به عرصهٔ شعر و آشنایی با رموز آن در پی آشنایی با مهرداد اوستا صورت گرفت. وی تخلص سهیل را برای خود برگزید و هرچند اغلب با این نام شناخته می‌شود، کم‌تر از آن در شعر استفاده می‌کند.
ترانه‌های سهیل محمودی توسط خوانندگانی چون علیرضا افتخاری، شادمهر عقیلی، محمد اصفهانی، مانی رهنما، ناصر عبداللهی، حمید حامی، حمید غلامعلی، مهران مدیری و… خوانده شده‌ است.

## فعالیت رادیویی و تلویزیونی
محمودی سابقهٔ نویسندگیِ برنامهٔ ادبی و فرهنگی در انتهای شب را در کنار افرادی چون علی موسوی گرمارودی، ساعد باقری، محمدنبی خسروی، محمدرضا محمدی نیکو و کامران کاظم‌زاده را دارد. نخستین کار رادیویی او نیز در مقام نویسندگی و گویندگی، ویژه برنامهٔ دری به باغ نور در ماه رمضان است. همچنین تاکنون اجرای برنامه‌های ضیافت در ماه رمضان و کاروان و نغمهٔ بهاران در نوروز را نیز برعهده داشته‌است و سالها با تهیه‌کنندگی یدالله گودرزی گفتگوی فرهنگی را در شبکه پنج تلویزیون رو آنتن می برد.
سهیل محمودی در ایران بیشتر با برنامهٔ با کاروان شعر و موسیقی شناخته شد که از شبکهٔ ۲ سیما پخش می‌شد. از میهمانان حاضر  این برنامه می‌توان به استاد علیرضا افتخاری اشاره کرد .

## دیدگاه‌ها
وی تا مدت‌ها به اجرای برنامه‌های ادبی می‌پرداخت و چندین دوره نیز مجری همایش چهره‌های ماندگار بود که از سوی صدا و سیما برگزار می‌شد، اما از سال ۱۳۸۸ و در پی حوادث پس از انتخابات، پس از امضای نامهٔ جمعی هنرمندان در حمایت از موج سبز، همکاری او با صدا و سیما متوقف و وبلاگ او نیز از سوی بلاگفا قطع شد.
سهیل محمودی در حال حاضر با همراهی ساعد باقری مشغول گردآوری مجموعه صدسال شعر فارسی است، که توسط انتشارات امیرکبیر چاپ و عرضه می‌شود. گفتنی است تا کنون ۱۹ جلد از آن منتشر شده‌ است.
محمودی از جمله ۱۴۰ هنرمند ایرانی بود که با امضاء طوماری در مورخ ۲۲ خرداد ۱۳۹۲، همراه با سایر اصلاح‌طلبان و اعتدالگرایان، ضمن قدردانی از انصراف عارف به نفع روحانی، از نامزدی حسن روحانی در انتخابات ریاست جمهوری ۱۳۹۲ حمایت علنی کرد.
وی همچنین در انتخابات ریاست جمهوری ۱۴۰۳ در ویدیویی گفت: «...نباید بگذاریم ایران به تاریکی فرو برود. خیلی فرق می‌کند که وزیر فرهنگ مسجدجامعی باشد یا کسی که دست چپ و راستش را تشخیص نمی‌دهد...» او ضمن اعلام حمایت از مسعود پزشکیان، از مردم خواست تا وی را حمایت نمایند.

## آثار
1. دریا در غدیر (حوزه هنری، آبان ۱۳۶۴)
2. فصلی از عاشقانه‌ها (جمهوری، ۱۳۶۹)
3. ترانه‌ها (؟، ۱۳۷۹)
4. عشق ناتمام، مجموعه غزل (نقش سیمرغ، ۱۳۸۰؛ برگ زیتون، ۱۴ مهر ۱۳۸۳)
5. عاشقانه در پاییز، گزیده شعر، دفتر اول (نقش سیمرغ، ۴ تیر ۱۳۸۱)
6. حرف آخر من و تو (نقش سیمرغ، ۲۱ مهر ۱۳۸۲)
7. با کاروان شعر عاشورا (تاریخ و فرهنگ، ۱۳۸۳)
8. می‌خواهم عاشقانه‌تر بخوانم (نقش سیمرغ، ۱ مهر ۱۳۸۳)
9. سوگند من به نام شماست (نقش سیمرغ، ۱ مهر ۱۳۸۳)
10. خانه‌ای روی ابرها (فردوس برین، ۱۸ تیر ۱۳۸۴)
11. پرنده‌ها یک‌دیگر را دوست دارند (فردوس برین، ۱۸ تیر ۱۳۸۴)
12. خانه‌ای روی ابرها (فردوس برین، ۱۸ تیر ۱۳۸۴)
13. شادی ستاره‌ها (ثانی، ۱۰ تیر ۱۳۸۶)
14. شهر دیریست که رفته‌ست به خواب: مجموعهٔ شعر (نشر ثالث، ۵ آذر ۱۳۸۶)
15. شاعر مردم: گزیده اشعار شهریار به اهتمام سهیل محمودی (همشهری، ۱۲ شهریور ۱۳۸۷)
16. سپید، غزل، ترانه (انجمن شاعران ایران، ۱۴ اسفند ۱۳۸۷)
17. پیش از تو یاس نام گلی بود (منظومه اى خطاب به یاس ؛ انجمن شاعران ایران، ۱۴ اسفند ۱۳۸۷؛ دفتر شعر جوان، ۲ اسفند ۱۳۸۸)
18. رؤیای درخت ریشه‌دار است (نشر ثالث، ۲۶ اردیبهشت ۱۳۸۸)
19. خانه هنوز سیاه است (نگاه، ۶ خرداد ۱۳۸۸)
20. بهار ادامهٔ پیراهن توست (نشر ثالث، ۱۳ آبان ۱۳۸۸)
21. دختری که می‌خواست پرنده باشد (کانون پرورش فکری کودکان و نوجوانان، ۴ بهمن ۱۳۸۸)
22. حالا هر دو تنهاییم (نشر ثالث، ۱۹ خرداد ۱۳۸۹)
23. از شلوغی پیاده‌روها؛ شعرهای سال ۱۳۸۶ (نشر نگاه، ۲۳ خرداد ۱۳۸۹)

او ترانه‌ی معروفی به نام حسرت دارد که در آلبومی با همین نام و با آهنگسازی شادمهر عقیلی و با صدای محمد اصفهانی خوانده شده است. این ترانه پس از طلاق از همسرش و خطاب به دخترشان «نازنین» و برای دلجویی از او سروده شده است: 
نمی خواستم خورشید و ازت بگیرم / نمیخواستم آسمونت ابری باشه
نمیخواستم که چشات بارونی و سرد / سهم تو گریه باشه بی صبری باشه
آرزوم بوده که آسمون تو شبهات / برا تو یه سقف پر ستاره باشه
روی تاقچه ماه برات مثل یه آیینه / کهکشونا هم برات گهواره باشه
نازنین من اگه تاریکم غمی نیست / تو به فردا ها به روشنی بیندیش

## مدرسه‌سازی
سهیل محمودی با همکاری مؤسسه مهرگیتی اقدام به برپایی نمایشگاه و فروشگاه خوشنویسی بر اساس اشعارش که عواید فروش آن به امر مدرسه‌سازی تعلق گرفت.
در ادامه این فعالیت بعضی از شاعران از جمله مصطفی رحماندوست، ساعد باقری، بیوک ملکی به این مؤسسه پیوستند.

## ویژگی آثار
این شاعر با گرایش به زبان و بیانی که مروج مهربانی و محبت است، تمایز خود را با شاعران هم عصرش نشان داد. در نخستین مجموعه شعر خود (دریا در غدیر) به دوبیتی و رباعی نیز پرداخته‌است که موضوع عمدهٔ دوبیتی‌های وی شهید و شهادت است و در آثار او، بیش‌تر شعرهایی که رنگ حماسه به خود گرفته‌اند، در قالب رباعی سروده شده‌اند.
سهیل محمودی از شاعرانی است که در شکل‌گیری زبان شعر انقلاب نقش به سزایی را ایفا کرده‌ است و در زبانش کلمات کلیشه‌ای غزل فارسی جایی ندارد. تلاش وی این بوده‌است که کلمات روزمره را لباس شاعرانه بپوشاند و در واقع می‌توان گفت که غزل‌های این شاعر، راهگشای غزل در دههٔ هفتاد است.
همچنین برخی سایه‌ای از یأس و حرمان را به دلیل دشواری‌های زندگی در شعر او مستتر می‌دانند.